# Lode Runner (jeu vidéo, 2003)
Pour les articles homonymes, voir Lode Runner (homonymie).
Lode Runner est un jeu vidéo de plates-formes et de réflexion développé et édité par Success, sorti en 2003 sur Game Boy Advance. Il fait partie de la gamme SuperLite 1500 Series.